# Béla Fleck and the Flecktones
I Béla Fleck and the Flecktones sono una band statunitense formatasi originariamente nel 1988.
La loro produzione spazia dal Bluegrass, al Jazz fusion e al Jazz, in massima parte strumentale.

## Storia del gruppo
Il nome della band è ispirato a una rock band degli anni sessanta chiamata Dick Dale and the Del-Tones.
La band si è formata nel 1988 per esibirsi una sola volta nello show televisivo della PBS, "The Lonesome Pine Special".
La formazione originaria era allora composta da Béla Fleck, leader del gruppo, al banjo, Victor Wooten al basso, Roy "Future Man" Wooten alla batteria e Howard Levy alle tastiere.
Dopo i primi tre dischi, la formazione è cambiata, con l'uscita di Howard Levy e l'arrivo del sassofonista Jeff Coffin, dall'album Left of Cool in poi (1998).
Secondo quanto riportato nei bonus del DVD live "Live at the Quick", il leader del gruppo, Béla Fleck, innovatore del banjo, sia acustico che elettrico, voleva formare un gruppo di improvvisatori con un sound "weird" (strano), trovando nel bassista Victor Lamonte Wooten, stella emergente di provenienza funk e jazz fusion il primo membro del gruppo.
Altro membro in linea con la "weirdness" (stranezza) del gruppo è il fratello di Vic Wooten, Roy "Future Man" Wooten, che suona uno strumento da lui chiamato Drumitar: una Synthaxe da lui stesso modificata che controlla via MIDI un drum kit e altri strumenti a percussione sia acustici sia elettrici.
Completa l'attuale formazione il sassofonista Jeff Coffin, di provenienza Fusion e Jazz, improvvisatore e conosciuto per la curiosa capacità di suonare in alcuni pezzi con due sassofoni contemporaneamente.

## Formazione

### Formazione attuale
- Béla Fleck - banjo (1988-) Leader della Band
- Victor Wooten - basso elettrico e voce addizionale (1988-)
- Future Man - batteria e voce addizionale (1988-)
- Howard Levy - tastiere (1988-1993, 2010-)

### Ex componenti
- Jeff Coffin - sassofono (1998-2010)

## Discografia
- 1990 - Béla Fleck and the Flecktones
- 1991 - Flight of the Cosmic Hippo
- 1992 - UFO Tofu
- 1993 - Three Flew Over the Cuckoo's Nest
- 1996 - Live Art
- 1998 - Left Of Cool
- 1999 - Greatest Hits of the 20th Century
- 2000 - Outbound
- 2002 - Live at the Quick
- 2002 - Live at the Quick - DVD
- 2003 - Little Worlds
- 2003 - Ten From Little Worlds
- 2006 - The Hidden Land
- 2008 - Jingle All the Way
- 2011 - Rocket Science